# Michael Rimmer

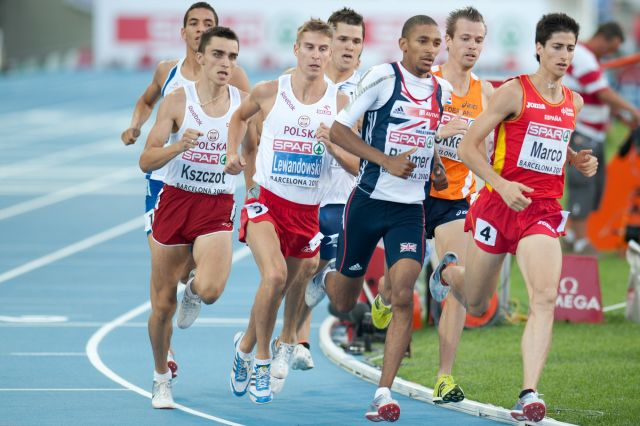
Michael Rimmer (3. v. r.) bei den Europameisterschaften 2010

Michael John Rimmer (* 3. Februar 1986 in Southport) ist ein britischer Mittelstreckenläufer, der sich auf die 800-Meter-Strecke spezialisiert hat.
Bei den Leichtathletik-Europameisterschaften 2006 in Göteborg wurde er Achter. Jeweils das Halbfinale erreichte er bei den Leichtathletik-Weltmeisterschaften 2007 in Osaka, bei den Olympischen Spielen 2008 in Peking und bei den Weltmeisterschaften 2009 in Berlin.
2010 gewann er die Silbermedaille bei den Europameisterschaften in Barcelona.
Michael Rimmer ist 1,80 m groß und wiegt 71 kg. Er wird von Norman Poole trainiert, startet für den Verein Liverpool Pembroke & Sefton und studiert Geschichtswissenschaft an der Liverpool John Moores University.

## Persönliche Bestzeiten
- 800 m: 1:43,89 min, 29. August 2010, Rieti
- 1000 m: 2:19,77 min, 6. Mai 2008, Manchester
- 1500 m: 3:41,1 min, 18. April 2010, Manchester